# Donglin Zhen
Donglin Zhen (kinesiska: 东林镇, 东林) är en köping i Kina. Den ligger i provinsen Zhejiang, i den östra delen av landet, omkring 48 kilometer norr om provinshuvudstaden Hangzhou. Antalet invånare är 29825. Befolkningen består av 14 946 kvinnor och 14 879 män. Barn under 15 år utgör 10,0 %, vuxna 15-64 år 74 %, och äldre över 65 år 15,0 %.
Genomsnittlig årsnederbörd är 1 675 millimeter. Den regnigaste månaden är juni, med i genomsnitt 253 mm nederbörd, och den torraste är november, med 62 mm nederbörd.